# Dan Cage
Dan Cage (* 5. Januar 1985 in Houston; vollständiger Name: Daniel Robert Cage) ist ein US-amerikanischer Basketballspieler.
Der in Indianapolis aufgewachsene Cage spielte in den USA für die Vanderbilt Commodores in der Southeastern Conference der NCAA, wo er eine Dreierquote von über 44 % erreichte. Zur Saison 2007/08 wechselte der auf der Position des Guard spielende und 1,92 m große Dan Cage in die Basketball-Bundesliga zum TBB Trier. In der Saison 2008/09 spielte er für den französischen Zweitligisten JSF Nanterre.